# Board of European Students of Technology
Board of European Students of Technology (BEST) (en català: Consell d'Estudiants Europeus de Tecnologia) és una associació d'estudiants no governamental, apolítica i sense ànim de lucre. BEST existeix gràcies a l'esforç d'uns 3.800 voluntaris que són membres d'algun Local BEST Group (Grup Local de BEST) dels 94 que hi ha distribuïts en universitats tècniques de 32 països.

## Activitats
- Proporcionar educació complementària
- Donar suport durant la trajectòria
- Augmentar la implicació en l'educació[1]

## Estructura
L'estructura de BEST està dividida en tres nivells diferenciats: local, regional i internacional. Cada un dels 94 Local BEST Groups (LBGs) representa l'organització a nivell local a la seva universitat. Per tal d'assolir una comunicació més eficient entre el nivell local i el nivell internacional de BEST, els 94 LBGs estan dividits en 11 regions, les quals estan coordinades pels Regional Advisers (Assessors Regionals). Finalment, hi ha l'equip internacional de BEST, el qual s'organitza en 10 departaments específics. L'organització sencera es mou sota la supervisió de la International Board of BEST (Junta Internacional de BEST).

### Local BEST Groups
Un Local BEST Group és una associació de membres de BEST de la mateixa universitat. Aquests grups són els responsables de promoure i organitzar les activitats que realitzi BEST en la seva universitat.

### Departaments internacionals
| Departaments                       | Descripció |
| ---------------------------------- | --- |
| Competitions Department            | L'objectiu del Departament de Competicions és donar suport i desenvolupar competicions d'enginyeria d'alta qualitat i d'acord amb les necessitats de BEST. |
| Corporate Relations Department     | El Departament de Relacions Corporatives s'encarrega d'ajudar el Tresorer a l'hora de proporcionar els recursos a BEST International per tal de poder treballar i aconseguir les metes de l'organització.                                                         |
| Design Department                  | El Departament de Disseny és el qui proveeix el disseny de material per les necessitats de BEST de mantenir i enfortir la seva imatge. |
| Educational Involvement Department | El propòsit del Departament d'Involucració Educativa és incrementar la consciència i la participació dels estudiants en assumptes educatius, obtenir la seva opinió i les seves aportacions i difondre-les entre les institucions pertinents d'Educació Superior. |
| Grants Department                  | El departament de subvencions coopera amb els proveïdors de capital per assegurar el finançament de BEST mitjançant les subvencions. |
| IT Department                      | El Departament de Tecnologies de la Informació és un cos dins BEST que tracta les necessitats tecnològiques de l'organització i facilita recursos i serveis tècnics per tal de donar suport a tota l'associació per aconseguir els seus objectius.                |
| Membership Department              | El Departament d'Integració facilita suport als nous Grups Locals de BEST fundats arreu d'Europa. |
| Public Relations Department        | El departament de Relacions Públiques monitora, crea i manté la imatge externa de BEST. |
| Training Department                | El Departament de Formació pretén que els membres de BEST creixin i contribueixin dins l'organització de manera efectiva, permetent a l'associació assolir els seus objectius mantenint i desenvolupant el sistema de formació de BEST.                           |
| Vivaldi Department                 | El propòsit del Departament Vivaldi és supervisar i donar suport a l'organització dels diversos esdeveniments de BEST d'acord amb els reglaments de l'associació.                                                                                                 |

### Junta Internacional
| Posició                                  | Nom                 |
| ---------------------------------------- | ------------------- |
| President                                | Senne J. Meeusen    |
| Tresorer                                 | Walid G. H. Saad    |
| Secretari                                | Daniel Ansia Dibuja |
| VicePresident de Recursos Humans         | Egemen Nas          |
| VicePresident de Projectes               | Ifigeneia Sideri    |
| VicePresident de Serveis                 | Paulina Kopton      |
| VicePresident de suport als Local Groups | Osvaldo Gonzalez    |

## Col·laboradors de BEST
BEST col·labora amb cinc altres organitzacions d'estudiants:
- bonding-studenteninitiative e.V.[2] (d'Alemanya, des de 1997)
- Canadian Federation of Engineering students,[3] (des de 2010)
- Association des États Généraux des Étudiants de l'Europe (AEGEE)[4] (des de 2010)
- European Students of Industrial Engineering and Management (ESTIEM)[5] (des de 2011)

BEST també representa als seus estudiants en algunes associacions d'altres temàtiques. Per exemple:
- Sputnic[6]
- VM-Base[7]
- TREE[8]
- EIE-Surveyor[9]

BEST es membre de les següents organitzacions implicades en educació d'enginyeria:
- SEFI,
- IFEES[10]
- FEANI.[11]

## European BEST Engineering Competition
L'European BEST Engineering Competition (EBEC) és una competició anual d'enginyeria organitzada per la Board of European Students of Technology (BEST). La EBEC es realitza a 32 països diferents amb la missió de desenvolupar els estudiants oferint-los l'oportunitat de desafiar-se en resoldre un problema teòricament o de forma pràctica. Els estudiants formen equips de quatre i han de resoldre un problema interdisciplinari de Team Design o un Case Study. Està adreçat a estudiants de tots els camps de les enginyeries.
A Catalunya, es realitza a càrrec del grup local de BEST-UPC, vinculat a la Universitat Politècnica de Catalunya dins de l'anomenada Week of Engineering Competition.